# Janelia Research Campus
Janelia Research Campus est l'un campus de recherche scientifique du Howard Hughes Medical Institute (HHMI) qui a ouvert ses portes en octobre 2006. Le campus est situé près de la ville d'Ashburn en Virginie, aux États-Unis. Il est connu pour la qualité de sa recherche scientifique et son architecture moderne. Le directeur exécutif actuel du laboratoire est Ronald Vale, qui est également vice-président de HHMI. Le prestigieux campus était connu comme le Janelia Farm Research Campus jusqu'en 2014.

## Recherche
La plupart des recherches financées par le HHMI soutiennent des chercheurs travaillant dans leur établissement d'origine. Cependant, certains problèmes interdisciplinaires étant difficiles à résoudre dans les milieux de recherche existants, le Janelia Farm a été conçu comme une institution distincte pour traiter des problèmes en neurobiologie. En novembre 2011, il comptait 424 employés et pouvait en accueillir 150 de plus. La recherche traite en particulier de l'identification des principes généraux régissant le traitement de l'information par les circuits neuronaux, ainsi que le développement de technologies d'imagerie et de méthodes de calcul pour l'analyse d'images. En 2017, un nouveau domaine de recherche fut ajouté, celui des neurosciences cognitives mécanistes. 
Il y a d'autres projets majeurs en cours, : la caractérisation à haute vitesse de phénotypes comportementaux induits au moyen de petites lésions neuronales génétiquement définies chez la drosophile, le développement de données neuroanatomiques à grande échelle pour la drosophile (grâce à la microscopie optique et électronique), et l'amélioration de ces techniques afin que rendre possibles des projets anatomiques de plus grande envergure. Cela a permis de constituer la première image complète du cerveau de la drosophile avec une résolution neuronale en juillet 2018. 
Le centre a été conçu dans l'optique d'émuler les environnements sans contraintes et collaboratifs des laboratoires AT&T Bell et du laboratoire de biologie moléculaire de Cambridge. Les chercheurs ont des contrats de six ans et sont entièrement financés en interne, indépendamment du financement traditionnel des subventions de recherche. 
Gerald M. Rubin fut le premier directeur exécutif de Janelia, projet qu'il conduira de l'état de concept à l'exploitation. Il fut remplacé en tant que directeur par Ronald Vale début 2020. Il y a environ 50 laboratoires de recherche dirigés par des chercheurs émérites; parmi ceux-ci le prix Nobel Eric Betzig, Barry Dickson, Tamir Gonen, Lynn Riddiford et Robert Tjian. 

## Campus
La Janelia Farm historique est inscrite au registre national des lieux historiques et la propriété a été achetée par HHMI en 2000. Les 300 hectares du campus comprennent un laboratoire de 270 m de long en forme d'arc connu sous le nom de Landscape Building. Le bâtiment, conçu par Rafael Viñoly, d'une longueur au sol de 82 m, est construit dans une colline et fut conçu pour être le principal centre de recherche. 

## Participation de la communauté
En collaboration avec la Loudoun Academy of Science, HHMI participa à hauteur d'un million de dollars par an à l'enseignement des sciences par le biais du district scolaire public du comté de Loudoun,. Janelia organise également une série de conférences publiques trimestrielles à destination du grand public. 